# Starigrad-Paklenica
Starigrad-Paklenica (olaszul Cittavecchia) falu és község (járás) Horvátországban, Zára megyében. Lakosainak száma kb. 1800 fő, nagy részük halászattal, mezőgazdasággal és turizmussal foglalkozik.

## A község (járás) települései
A Stari grad nevű községhez (járáshoz) három falu tartozik:
Starigrad-Paklenica, Seline és Tribanj (utóbbi Šibuljina, Kruščica és Mandalina településrészekkel). 

## Fekvése
A Velebit-hegység lábánál fekszik, Zára megye északkeleti részén, az Adriai-tenger egyik öblének partján. A település a Paklenica Nemzeti Parktól nem messze fekszik. A Velebit-csatornánál egy kisebb kikötő található, mely a „Jugo” és a „Bura” szelektől védett, így kisebb hajók számára kitűnő kikötő.

## Története
Starigrad és környéke már a történelem előtti időkben is lakott volt, a mezolitikum idejéből számos kerámialelet került elő. A falu régi alapokra épült, korábban itt állt a római Municipium Argyruntum. Ez a név ókori iratokban is felbukkan, és ebből az időszakból értékes kulturális emlékek maradtak fenn, melyek a zárai régészeti múzeumban láthatók. A középkorból számos épület és templom maradt ránk.

## Nevezetességei
- A Većka kula nevű torony a törökellenes háborúk idejéből származó velencei erődítmények sorába tartozik, amelyet a 16. század során építettek a Velebit-csatorna mentén. A torony mellett az erődítmény magában foglal egy elkerített teret is, amely a tenger partjára vezet. A torony kör alaprajzú, kb. 10 m magas, rétegelt kövekből épült. A fennmaradt belső részből megállapítható, hogy a torony három emeletes volt. A legfelső emelet falait néhány keskeny nyílás tagolja.[2]

- A kora román stílusú Szent Péter-templom az Adria Magistrale mentén épült. Egyhajós épület, félkör alakú apszissal. A templom háromszintes harangtornyának négyzet alakú alapja a templom délnyugati falának támaszkodik. Az apszis félkupolás boltozattal van ellátva, a hajót pedig nyitott tetőzet borítja. Stílusa szerint a templom a 11-12. század román korszakába nyúlik vissza. Mellette 14-16. századi sírkövek és egy kisebb faragott kő látható, mely valószínűleg keresztelőmedence lehetett.[3]

- Mirilla-temetők: A Mirilla szó egy római katolikus, hegyi népcsoporttól származik, akik fenn a Karsztban, nehezen megközelíthető helyeken éltek. Sírhelyeiket jellegzetes kövekkel jelölték meg. A Mirillák egy kb. kétórás gyalogtúrával látogathatók.

- A Szent György temetőkápolna romos állapotban van, de az épület összes homlokzata teljes magasságban áll. Az épület egyhajós, meglehetősen széles téglalap alakú alaprajzzal épült, négyszögletes apszissal, amelyet szokatlan, csúcsos boltozattal boltoztak be. A homlokzat közepén egy ajtó van, hatalmas ajtófélfákkal, tőlük jobbra pedig egy ókori külsővel díszített ablak látható. A kápolna valószínűleg 11. századi és a preromán stílusú épületek közé tartozik.[4]

## Képek

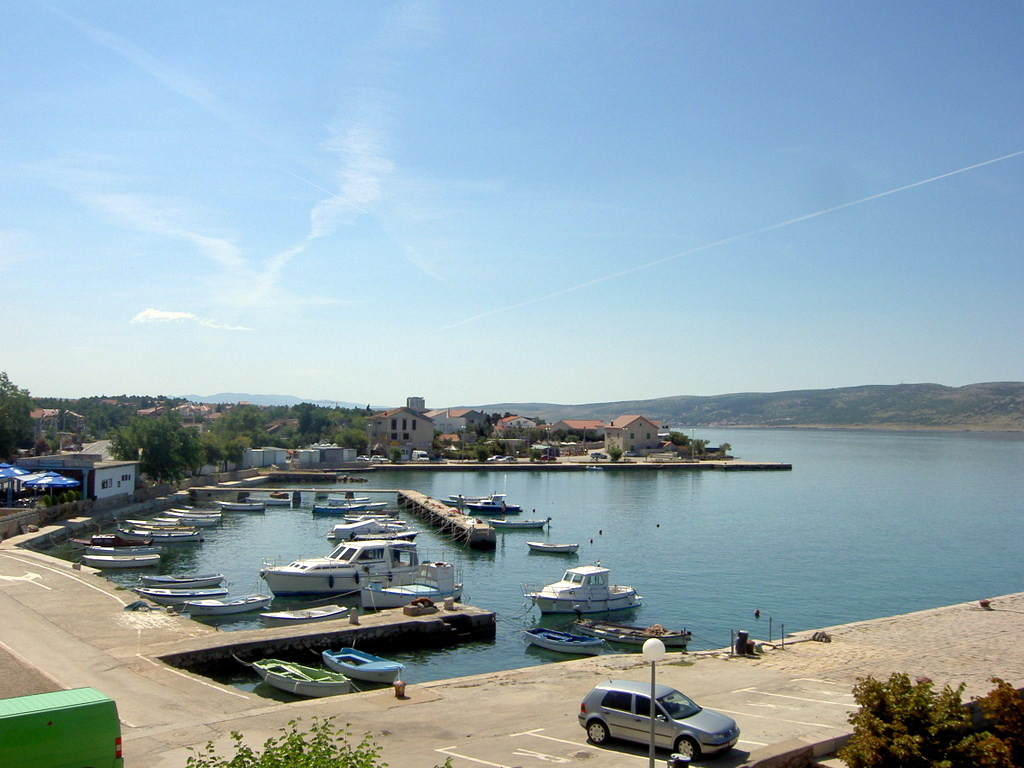
A starigrad-paklenicai kikötő
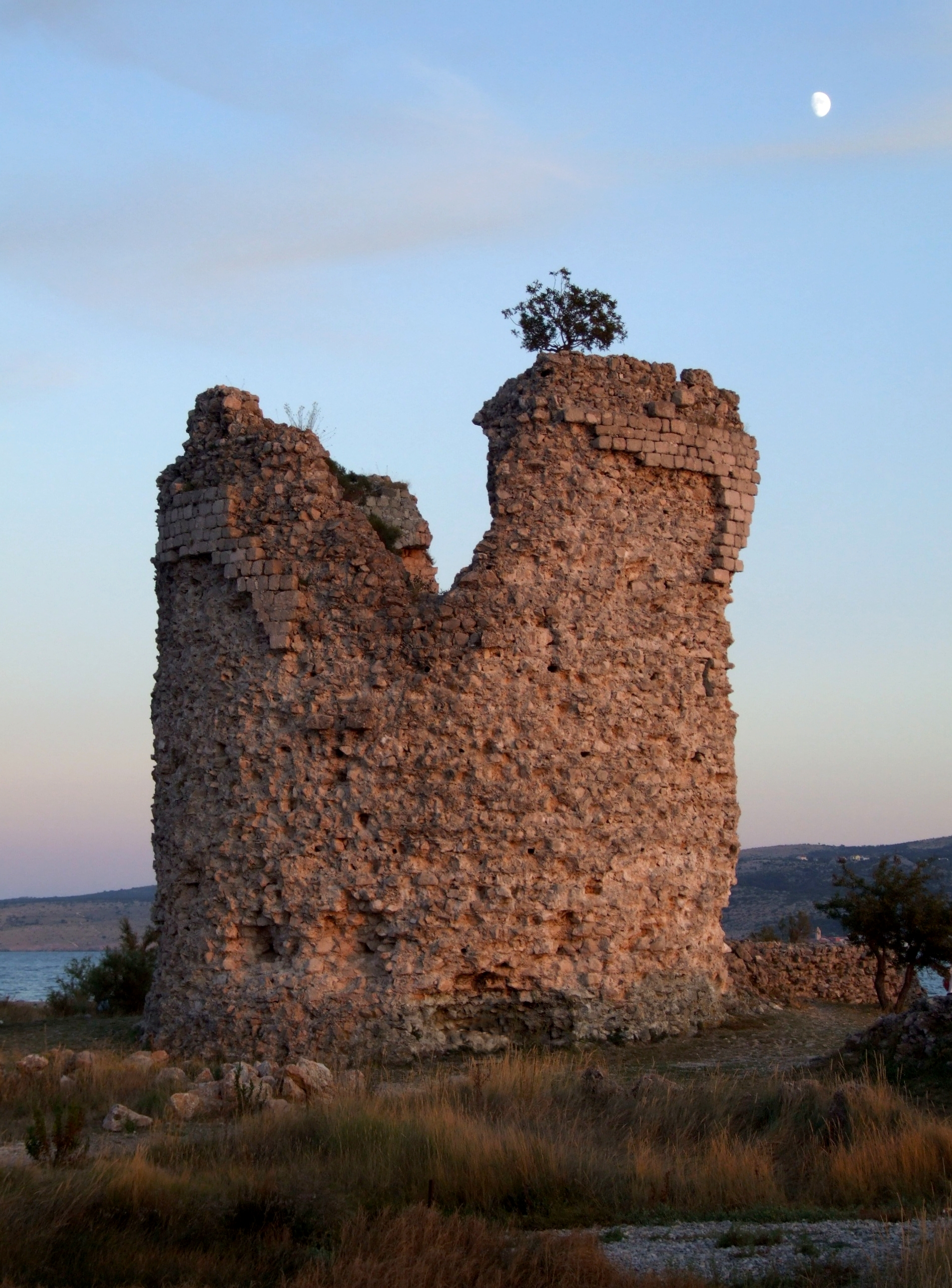
„Vecka kula” torony
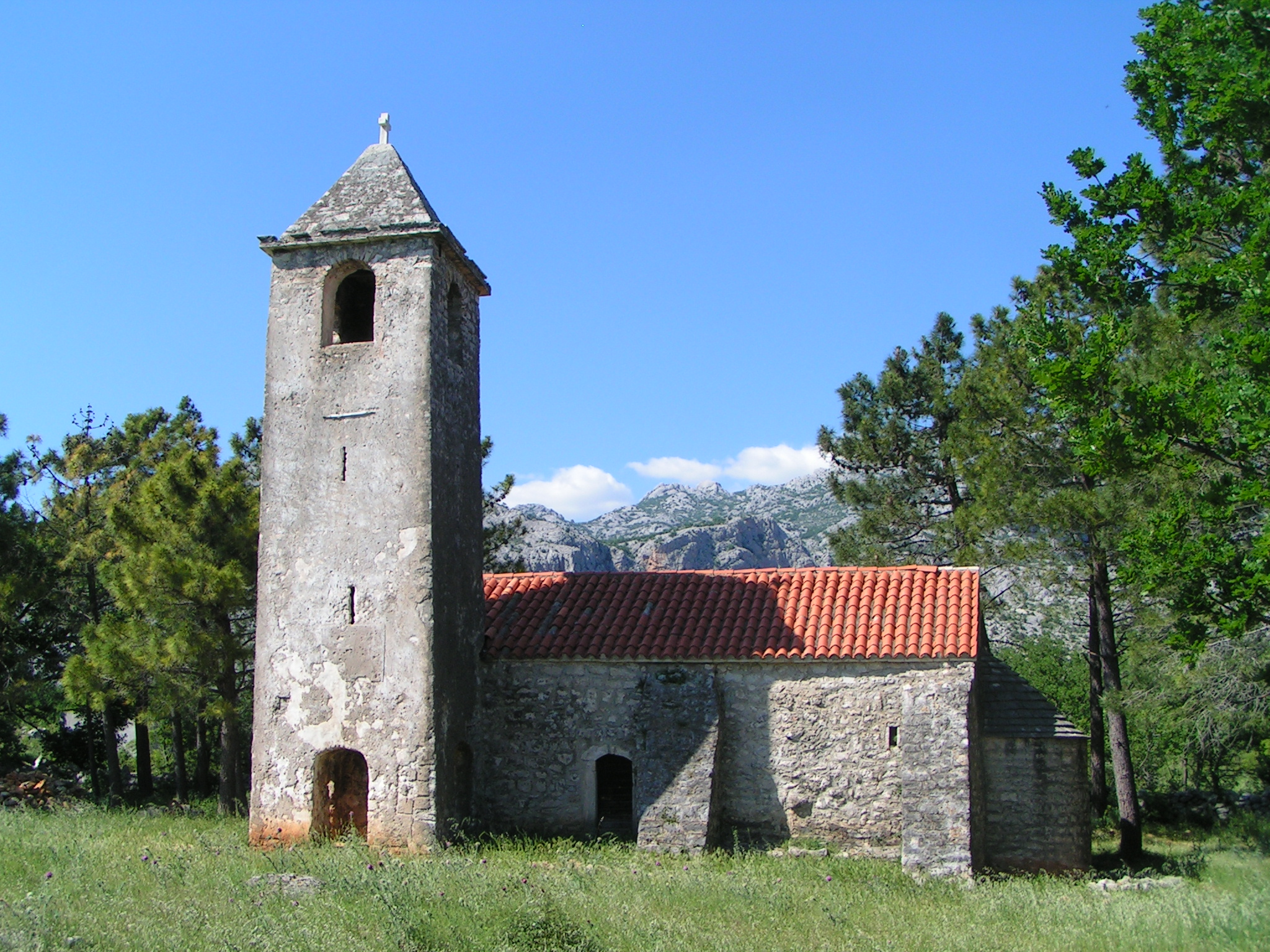
Szent Péter-templom
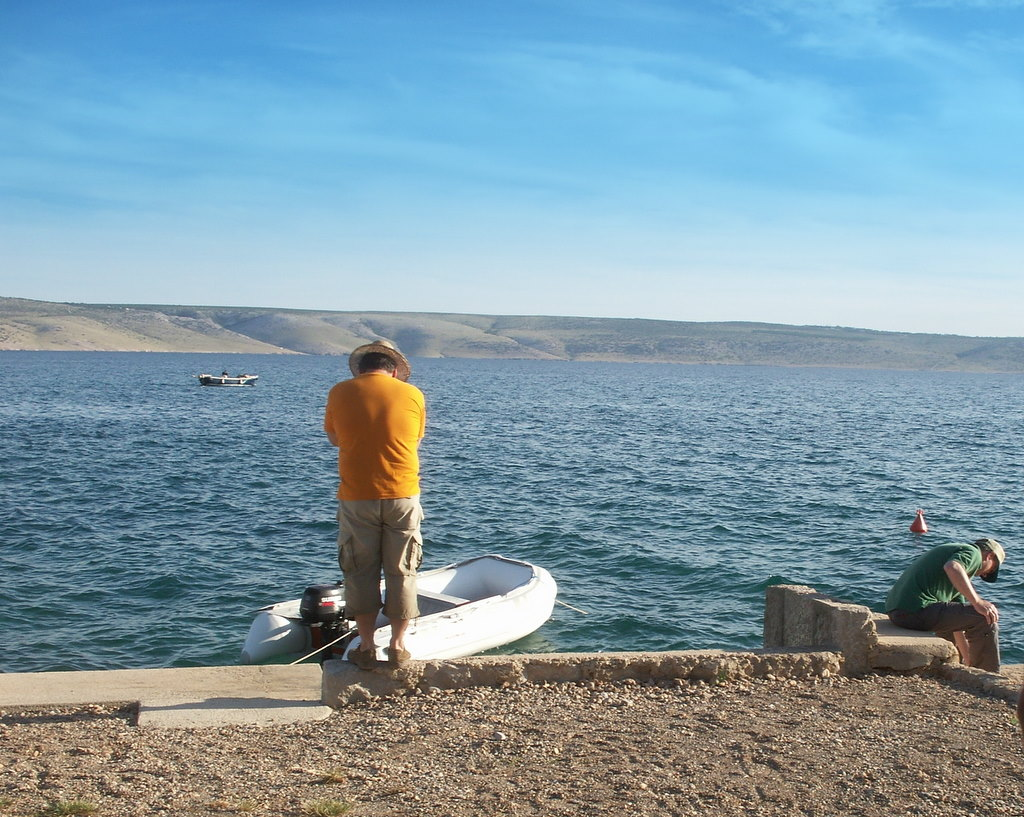
A Velebit-csatorna
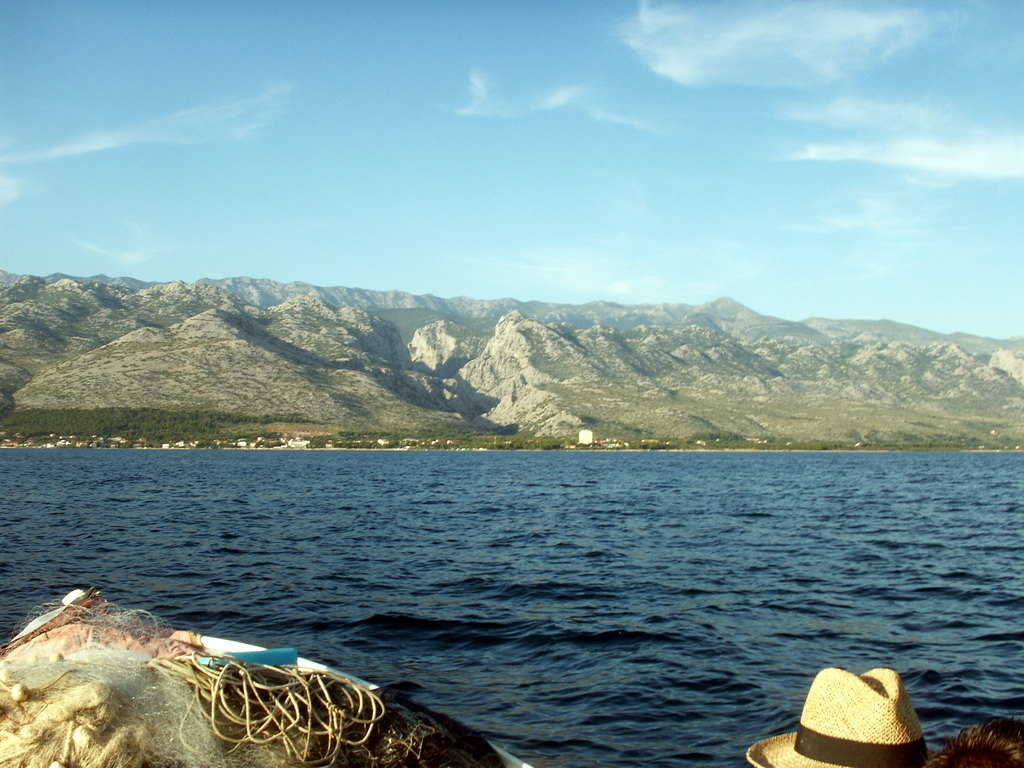
A tengerparti városka a Velebit lábánál
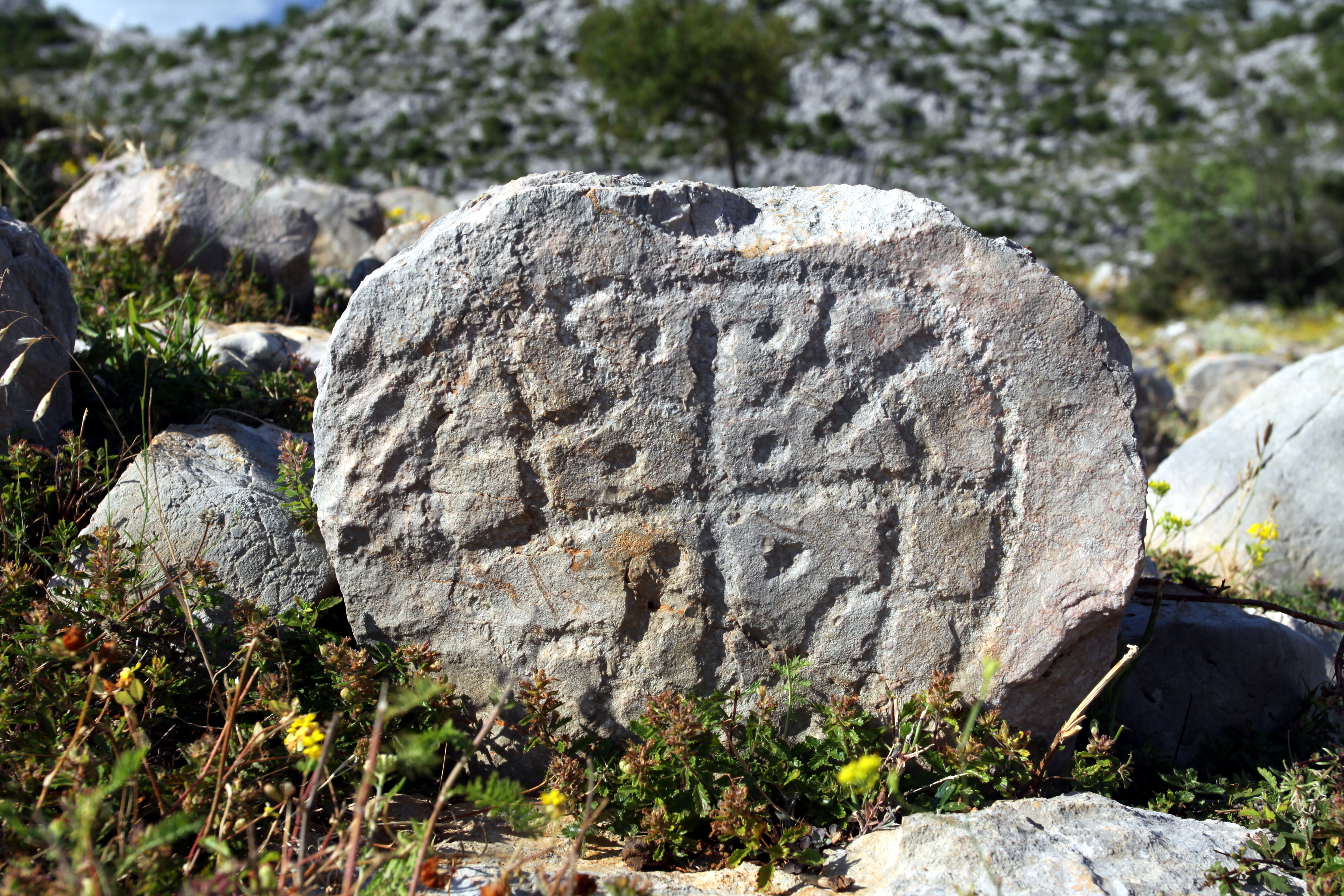
Mirilla

## Külső hivatkozások
- Starigrad község hivatalos honlapja (horvátul)
- Paklenica Nemzeti Park
- Starigrad információs lap
- Velebit-hegység Archiválva 2007. november 13-i dátummal a Wayback Machine-ben
- Zárai-térség információs lap